# 涌井忍
涌井 忍（わくい しのぶ、1978年8月17日 - ）は、日本の男性総合格闘家。新潟県出身。和術慧舟會HEARTS所属。

## 来歴
キックボクシングでタイトルを獲りMMAに転向したストライカー。元APKFミドル級王者。

## 戦績

### プロ総合格闘技
| 勝敗 | 対戦相手               | 試合結果    | 大会名         | 開催年月日     |
| ×    | 嶋田伊吹               | 判定0-3     | DEEP 89 IMPACT | 2019年5月12日  |
| ○    | 川和 真                | 判定3-0     | DEEP 86 IMPACT | 2018年10月27日 |
| ×    | 渡辺良知               | 判定0-3     | DEEP84         | 2018年6月30日  |
| ×    | ツォゴーフ・アマルサナ | 1R 1:11 TKO | DEEP Wave9     | 2016年5月15日  |
| ×    | 笹川JP                 | 判定0-3     | DEEP75         | 2016年2月27日  |